# Coupe UEFA 1983-1984
Navigation
Édition précédente Édition suivante
La Coupe UEFA 1983-1984 est la treizième édition de la Coupe de l'UEFA, qui oppose les meilleurs clubs européens qualifiés grâce aux résultats de leur championnat national. Cette édition voit Tottenham Hotspur s'imposer en finale contre le tenant du titre, le RSC Anderlecht. C'est la seconde Coupe UEFA pour les Spurs (et leur troisième trophée européen) alors qu'Anderlecht est le premier tenant du titre depuis le Borussia Mönchengladbach en 1980 à atteindre la finale. Cette finale est la première en Coupe UEFA à se terminer par une séance de tirs au but.
L'attaquant hongrois du FK Austria Vienne, Tibor Nyilasi, remporte le titre honorifique de meilleur buteur de la compétition, avec huit buts inscrits.
L'Albanie est à nouveau absente pour cette édition. Le Danemark, la Tchécoslovaquie, les Pays-Bas et la Yougoslavie obtiennent un club supplémentaire, au détriment de l'Espagne, de l'Italie, de la Pologne et de l'URSS, qui en perdent un.
À noter un événement unique en Coupe d'Europe lors des huitièmes de finale avec un duel entre deux formations yougoslaves : le HNK Hajduk Split, futur demi-finaliste, élimine le FK Radnički Niš, qui avait lui-même atteint le dernier carré deux ans auparavant.

## Trente-deuxièmes de finale
| Équipe 1                | Résultat       | Équipe 2                 | Aller  | Retour   |
| ----------------------- | -------------- | ------------------------ | ------ | -------- |
| 1. FC Kaiserslautern    | 3 - 4          | Watford FC               | 3 - 1  | 0 - 3    |
| AC Sparta Prague        | 4 - 3          | Real Madrid              | 3 - 2  | 1 - 1    |
| AEL Larissa             | 2 - 3          | Budapest Honvéd          | 2 - 0  | 0 - 3 ap |
| Anórthosis Famagouste   | 0 - 11         | Bayern Munich            | 0 - 1  | 0 - 10   |
| Club Atlético de Madrid | 2 - 4          | FC Groningue             | 2 - 1  | 0 - 3    |
| Bryne FK                | 1 - 4          | RSC AnderlechtT          | 0 - 3  | 1 - 1    |
| Celtic FC               | 5 - 1          | AGF Aarhus               | 1 - 0  | 4 - 1    |
| Drogheda United         | 0 - 14         | Tottenham Hotspur        | 0 - 6  | 0 - 8    |
| FC Aris Bonnevoie       | 0 - 15         | FK Austria Vienne        | 0 - 5  | 0 - 10   |
| FC Baník Ostrava        | 6 - 1          | Boldklubben 1903         | 5 - 0  | 1 - 1    |
| Dynamo Kiev             | 0 - 1          | Stade lavallois          | 0 - 0  | 0 - 1    |
| Girondins de Bordeaux   | 2 - 7          | 1. FC Lokomotive Leipzig | 2 - 3  | 0 - 4    |
| FK Spartak Moscou       | 7 - 0          | HJK Helsinki             | 2 - 0  | 5 - 0    |
| Universitatea Craiova   | 1 - 1 (1-3tab) | HNK Hajduk Split         | 1 - 0  | 0 - 1    |
| FC Zurich               | 3 - 8          | Royal Antwerp            | 1 - 4  | 2 - 4    |
| Hellas Vérone           | 4 - 2          | Étoile rouge de Belgrade | 1 - 0  | 3 - 2    |
| ÍB Vestmannaeyja        | 0 - 3          | Carl Zeiss Iéna          | 0 - 0  | 0 - 3    |
| KAA La Gantoise         | 2 - 3          | RC Lens                  | 1 - 1  | 1 - 2 ap |
| Nottingham Forest       | 3 - 0          | FC Viktoria Francfort    | 2 - 0  | 1 - 0    |
| PFK Lokomotiv Plovdiv   | 2 - 5          | PAOK Salonique           | 1 - 2  | 1 - 3    |
| PSV Eindhoven           | 6 - 2          | Ferencváros TC           | 4 - 2  | 2 - 0    |
| Rabat Ajax              | 0 - 16         | Inter Bratislava         | 0 - 10 | 0 - 6    |
| FK Radnički Niš         | 5 - 1          | FC Saint-Gall            | 3 - 0  | 2 - 1    |
| Séville FC              | 3 - 4          | Sporting Portugal        | 1 - 1  | 2 - 3    |
| Sparta Rotterdam        | 5 - 1          | Coleraine FC             | 4 - 0  | 1 - 1    |
| Sportul Studenţesc      | 1 - 2          | SK Sturm Graz            | 1 - 2  | 0 - 0    |
| Saint Mirren FC         | 0 - 3          | Feyenoord Rotterdam      | 0 - 1  | 0 - 2    |
| Trabzonspor             | 1 - 2          | Inter Milan              | 1 - 0  | 0 - 2    |
| VfB Stuttgart           | 1 - 2          | PFK Levski Sofia         | 1 - 1  | 0 - 1    |
| Vitória SC              | 1 - 5          | Aston Villa              | 1 - 0  | 0 - 5    |
| Werder Brême            | 3 - 2          | Malmö FF                 | 1 - 1  | 2 - 1    |
| Widzew Łódź             | 2e - 2         | IF Elfsborg              | 0 - 0  | 2 - 2    |

## Seizièmes de finale
| Équipe 1                 | Résultat       | Équipe 2            | Aller | Retour   |
| ------------------------ | -------------- | ------------------- | ----- | -------- |
| Budapest Honvéd          | 3 - 5          | HNK Hajduk Split    | 3 - 2 | 0 - 3    |
| FC Groningue             | 3 - 5          | Inter Milan         | 2 - 0 | 1 - 5    |
| FK Spartak Moscou        | 4 - 3          | Aston Villa         | 2 - 2 | 2 - 1    |
| FK Austria Vienne        | 5 - 3          | Stade lavallois     | 2 - 0 | 3 - 3    |
| Hellas Vérone            | 2 - 2e         | SK Sturm Graz       | 2 - 2 | 0 - 0    |
| 1. FC Lokomotive Leipzig | 2 - 1          | Werder Brême        | 1 - 0 | 1 - 1    |
| PAOK Salonique           | 0 - 0 (8-9tab) | Bayern Munich       | 0 - 0 | 0 - 0    |
| PSV Eindhoven            | 1 - 3          | Nottingham Forest   | 1 - 2 | 0 - 1    |
| RSC AnderlechtT          | 4 - 2          | FC Baník Ostrava    | 2 - 0 | 2 - 2    |
| FK Radnički Niš          | 6 - 3          | FK Inter Bratislava | 4 - 0 | 2 - 3    |
| RC Lens                  | 5 - 4          | Royal Antwerp FC    | 2 - 2 | 3 - 2    |
| Sparta Rotterdam         | 4 - 3          | FC Carl Zeiss Iéna  | 3 - 2 | 1 - 1    |
| Sporting Portugal        | 2 - 5          | Celtic Glasgow      | 2 - 0 | 0 - 5    |
| Tottenham Hotspur        | 6 - 2          | Feyenoord Rotterdam | 4 - 2 | 2 - 0    |
| Watford                  | 4 - 2          | PFK Levski Sofia    | 1 - 1 | 3 - 1 ap |
| Widzew Łódź              | 1 - 3          | AC Sparta Prague    | 1 - 0 | 0 - 3    |

## Huitièmes de finale
| Équipe 1          | Résultat | Équipe 2                 | Aller | Retour |
| ----------------- | -------- | ------------------------ | ----- | ------ |
| Bayern Munich     | 1 - 2    | Tottenham Hotspur        | 1 - 0 | 0 - 2  |
| FK Austria Vienne | 3 - 2    | Inter Milan              | 2 - 1 | 1 - 1  |
| Nottingham Forest | 2 - 1    | Celtic Glasgow           | 0 - 0 | 2 - 1  |
| FK Radnički Niš   | 0 - 4    | HNK Hajduk Split         | 0 - 2 | 0 - 2  |
| RC Lens           | 1 - 2    | RSC AnderlechtT          | 1 - 1 | 0 - 1  |
| SK Sturm Graz     | 2 - 1    | 1. FC Lokomotive Leipzig | 2 - 0 | 0 - 1  |
| Sparta Rotterdam  | 1 - 3    | FK Spartak Moscou        | 1 - 1 | 0 - 2  |
| Watford FC        | 2 - 7    | AC Sparta Prague         | 2 - 3 | 0 - 4  |

## Quarts de finale
| Équipe 1          | Résultat | Équipe 2          | Aller | Retour   |
| ----------------- | -------- | ----------------- | ----- | -------- |
| AC Sparta Prague  | 1 - 2    | HNK Hajduk Split  | 1 - 0 | 0 - 2 ap |
| Nottingham Forest | 2 - 1    | SK Sturm Graz     | 1 - 0 | 1 - 1 ap |
| RSC AnderlechtT   | 4 - 3    | FK Spartak Moscou | 4 - 2 | 0 - 1    |
| Tottenham Hotspur | 4 - 2    | FK Austria Vienne | 2 - 0 | 2 - 2    |

## Demi-finales
| Équipe 1          | Résultat | Équipe 2          | Aller | Retour |
| ----------------- | -------- | ----------------- | ----- | ------ |
| HNK Hajduk Split  | 2 - 2e   | Tottenham Hotspur | 2 - 1 | 0 - 1  |
| Nottingham Forest | 2 - 3    | RSC AnderlechtT   | 2 - 0 | 0 - 3  |

## Finales
| Équipe 1        | Résultat       | Équipe 2          | Aller | Retour   |
| --------------- | -------------- | ----------------- | ----- | -------- |
| RSC AnderlechtT | 2 - 2 (3-4tab) | Tottenham Hotspur | 1 - 1 | 1 - 1 ap |